# Giải vô địch bóng đá thế giới 2006 (Bảng B)
Dưới đây là thông tin chi tiết về các trận đấu trong khuôn khổ bảng B - Giải vô địch bóng đá thế giới 2006, là một trong tám bảng đấu thuộc World Cup 2006. Trận đầu tiên của bảng diễn ra vào ngày 10 tháng 6 năm 2006, và hai trận đấu cuối cùng được đá vào ngày 20 tháng 6 năm 2006.

## Bảng xếp hạng
| VT | Đội                | ST | T | H | B | BT | BB | HS | Đ | Giành quyền tham dự                     |
| -- | ------------------ | -- | - | - | - | -- | -- | -- | - | --------------------------------------- |
| 1  | Anh                | 3  | 2 | 1 | 0 | 5  | 2  | +3 | 7 | Giành quyền vào vòng đấu loại trực tiếp |
| 2  | Thụy Điển          | 3  | 1 | 2 | 0 | 3  | 2  | +1 | 5 | Giành quyền vào vòng đấu loại trực tiếp |
| 3  | Paraguay           | 3  | 1 | 0 | 2 | 2  | 2  | 0  | 3 |                                         |
| 4  | Trinidad và Tobago | 3  | 0 | 1 | 2 | 0  | 4  | −4 | 1 |                                         |

Múi giờ địa phương là UTC+2.

## Anh v Paraguay
| Anh               | 1–0      | Paraguay |
| ----------------- | -------- | -------- |
| Gamarra 3' (l.n.) | Chi tiết |          |

| Anh | Paraguay |

| ANH:                    |    |                   |     |     |
|                         |    |                   |     |     |
| TM                      | 1  | Paul Robinson     |     |     |
| HVP                     | 2  | Gary Neville      |     |     |
| TrV                     | 6  | John Terry        |     |     |
| TrV                     | 5  | Rio Ferdinand     |     |     |
| HVT                     | 3  | Ashley Cole       |     |     |
| TVL                     | 4  | Steven Gerrard    | 19' |     |
| TVP                     | 7  | David Beckham (c) |     |     |
| TVT                     | 11 | Joe Cole          |     | 83' |
| TVC                     | 8  | Frank Lampard     |     |     |
| TĐ                      | 10 | Michael Owen      |     | 56' |
| TĐ                      | 21 | Peter Crouch      | 63' |     |
| Vào thay người:         |    |                   |     |     |
| TV                      | 20 | Stewart Downing   |     | 56' |
| TV                      | 16 | Owen Hargreaves   |     | 83' |
| Huấn luyện viên trưởng: |    |                   |     |     |
| Sven-Göran Eriksson     |    |                   |     |     |

| PARAGUAY:               |    |                         |     |     |
|                         |    |                         |     |     |
| TM                      | 1  | Justo Villar            |     | 8'  |
| HVP                     | 21 | Denis Caniza            |     |     |
| TrV                     | 5  | Julio César Cáceres     |     |     |
| TrV                     | 4  | Carlos Gamarra (c)      |     |     |
| HVT                     | 3  | Delio Toledo            |     | 82' |
| TVP                     | 6  | Carlos Bonet            |     | 68' |
| TVG                     | 13 | Carlos Humberto Paredes |     |     |
| TVG                     | 10 | Roberto Miguel Acuña    |     |     |
| TVT                     | 16 | Cristian Riveros        |     |     |
| TĐ                      | 9  | Roque Santa Cruz        |     |     |
| TĐ                      | 18 | Nelson Valdez           | 22' |     |
| Vào thay người:         |    |                         |     |     |
| TM                      | 22 | Aldo Bobadilla          |     | 8'  |
| TĐ                      | 23 | Nelson Cuevas           |     | 68' |
| HV                      | 2  | Jorge Núñez             |     | 82' |
| Huấn luyện viên trưởng: |    |                         |     |     |
| Aníbal Ruiz             |    |                         |     |     |

| Cầu thủ xuất sắc nhất trận: Frank Lampard (Anh) Trợ lý trọng tài: José Luis Camargo (México) Leonel Leal (Costa Rica) Trọng tài thứ tư: Coffi Codjia (Bénin) Trọng tài thứ năm: Celestin Ntagungira (Rwanda) |

## Trinidad và Tobago v Thụy Điển
| Trinidad và Tobago | 0–0      | Thụy Điển |
| ------------------ | -------- | --------- |
|                    | Chi tiết |           |

| Trinidad và Tobago | Thụy Điển |

| TRINIDAD VÀ TOBAGO:     |    |                  |         |     |
|                         |    |                  |         |     |
| TM                      | 1  | Shaka Hislop     |         |     |
| HV                      | 3  | Avery John       | 15' 46' |     |
| HV                      | 5  | Brent Sancho     |         |     |
| HV                      | 6  | Dennis Lawrence  |         |     |
| HV                      | 8  | Cyd Gray         |         |     |
| TV                      | 7  | Chris Birchall   |         |     |
| TV                      | 11 | Carlos Edwards   |         |     |
| TV                      | 12 | Collin Samuel    |         | 52' |
| TV                      | 18 | Densill Theobald |         | 66' |
| TV                      | 19 | Dwight Yorke (c) | 74'     |     |
| TĐ                      | 14 | Stern John       |         |     |
| Vào thay người:         |    |                  |         |     |
| TĐ                      | 13 | Cornell Glen     |         | 52' |
| TV                      | 9  | Aurtis Whitley   |         | 66' |
| Huấn luyện viên trưởng: |    |                  |         |     |
| Leo Beenhakker          |    |                  |         |     |

| THỤY ĐIỂN:              |    |                       |     |     |
|                         |    |                       |     |     |
| TM                      | 23 | Rami Shaaban          |     |     |
| HV                      | 3  | Olof Mellberg (c)     |     |     |
| HV                      | 4  | Teddy Lucic           |     |     |
| HV                      | 5  | Erik Edman            |     |     |
| HV                      | 7  | Niclas Alexandersson  |     |     |
| TV                      | 6  | Tobias Linderoth      |     | 78' |
| TV                      | 8  | Anders Svensson       |     | 62' |
| TV                      | 9  | Fredrik Ljungberg     |     |     |
| TV                      | 21 | Christian Wilhelmsson |     | 78' |
| TĐ                      | 10 | Zlatan Ibrahimović    |     |     |
| TĐ                      | 11 | Henrik Larsson        | 90' |     |
| Vào thay người:         |    |                       |     |     |
| TĐ                      | 20 | Marcus Allbäck        |     | 62' |
| TV                      | 18 | Mattias Jonson        |     | 78' |
| TV                      | 16 | Kim Källström         |     | 78' |
| Huấn luyện viên trưởng: |    |                       |     |     |
| Lars Lagerbäck          |    |                       |     |     |

| Cầu thủ xuất sắc nhất trận: Dwight Yorke (Trinidad và Tobago) Trợ lý trọng tài: Prachya Permpanich (Thái Lan) Eisa Gholoum (UAE) Trọng tài thứ tư: Óscar Ruiz (Colombia) Trọng tài thứ năm: Fernando Tamayo (Ecuador) |

## Anh v Trinidad và Tobago
| Anh                        | 2–0      | Trinidad và Tobago |
| -------------------------- | -------- | ------------------ |
| Crouch 83' · Gerrard 90+1' | Chi tiết |                    |

| Anh | Trinidad và Tobago |

| ANH:                    |    |                   |     |     |
|                         |    |                   |     |     |
| TM                      | 1  | Paul Robinson     |     |     |
| HVP                     | 15 | Jamie Carragher   |     | 58' |
| TrV                     | 5  | Rio Ferdinand     |     |     |
| TrV                     | 6  | John Terry        |     |     |
| HVT                     | 3  | Ashley Cole       |     |     |
| TVL                     | 4  | Steven Gerrard    |     |     |
| TVP                     | 7  | David Beckham (c) |     |     |
| TVC                     | 8  | Frank Lampard     | 64' |     |
| TVT                     | 11 | Joe Cole          |     | 74' |
| TĐ                      | 10 | Michael Owen      |     | 58' |
| TĐ                      | 21 | Peter Crouch      |     |     |
| Vào thay người:         |    |                   |     |     |
| TĐ                      | 9  | Wayne Rooney      |     | 58' |
| TV                      | 19 | Aaron Lennon      |     | 58' |
| TV                      | 20 | Stewart Downing   |     | 74' |
| Huấn luyện viên trưởng: |    |                   |     |     |
| Sven-Göran Eriksson     |    |                   |     |     |

| TRINIDAD VÀ TOBAGO:     |    |                  |       |     |
|                         |    |                  |       |     |
| TM                      | 1  | Shaka Hislop     | 47'   |     |
| HV                      | 11 | Carlos Edwards   |       |     |
| HV                      | 5  | Brent Sancho     |       |     |
| HV                      | 6  | Dennis Lawrence  |       |     |
| HV                      | 8  | Cyd Gray         | 55'   |     |
| TVP                     | 7  | Chris Birchall   |       |     |
| TVG                     | 19 | Dwight Yorke (c) |       |     |
| TVG                     | 9  | Aurtis Whitley   | 19'   |     |
| TVT                     | 18 | Densill Theobald | 18'   | 85' |
| TĐ                      | 15 | Kenwyne Jones    | 45+1' | 70' |
| TĐ                      | 14 | Stern John       |       |     |
| Vào thay người:         |    |                  |       |     |
| TĐ                      | 13 | Cornell Glen     |       | 70' |
| TĐ                      | 16 | Evans Wise       |       | 85' |
| Huấn luyện viên trưởng: |    |                  |       |     |
| Leo Beenhakker          |    |                  |       |     |

| Cầu thủ xuất sắc nhất trận: David Beckham (Anh) Trợ lý trọng tài: Hiroshima Yoshikazu (Nhật Bản) Kim Dae Young (Hàn Quốc) Trọng tài thứ tư: Kevin Stott (Hoa Kỳ) Trọng tài thứ năm: Chris Strickland (Hoa Kỳ) |

## Thụy Điển v Paraguay
| Thụy Điển     | 1–0      | Paraguay |
| ------------- | -------- | -------- |
| Ljungberg 89' | Chi tiết |          |

| Thụy Điển | Paraguay |

| THỤY ĐIỂN:              |    |                       |     |     |
|                         |    |                       |     |     |
| TM                      | 1  | Andreas Isaksson      |     |     |
| HVP                     | 7  | Niclas Alexandersson  |     |     |
| TrV                     | 3  | Olof Mellberg (c)     |     |     |
| TrV                     | 4  | Teddy Lucic           | 48' |     |
| HVT                     | 5  | Erik Edman            |     |     |
| TVL                     | 6  | Tobias Linderoth      | 14' |     |
| TVP                     | 21 | Christian Wilhelmsson |     | 68' |
| TVT                     | 9  | Fredrik Ljungberg     |     |     |
| TVC                     | 16 | Kim Källström         |     | 86' |
| TĐ                      | 10 | Zlatan Ibrahimović    |     | 46' |
| TĐ                      | 11 | Henrik Larsson        |     |     |
| Vào thay người:         |    |                       |     |     |
| TĐ                      | 20 | Marcus Allbäck        | 60' | 46' |
| TV                      | 18 | Mattias Jonson        |     | 68' |
| TĐ                      | 17 | Johan Elmander        |     | 86' |
| Huấn luyện viên trưởng: |    |                       |     |     |
| Lars Lagerbäck          |    |                       |     |     |

| PARAGUAY:               |    |                         |     |     |
|                         |    |                         |     |     |
| TM                      | 22 | Aldo Bobadilla          |     |     |
| HVP                     | 2  | Jorge Núñez             | 54' |     |
| TrV                     | 5  | Julio César Cáceres     |     |     |
| TrV                     | 4  | Carlos Gamarra (c)      |     |     |
| HVT                     | 21 | Denis Caniza            | 3'  |     |
| TVP                     | 6  | Carlos Bonet            |     | 81' |
| TVG                     | 10 | Roberto Miguel Acuña    | 51' |     |
| TVG                     | 13 | Carlos Humberto Paredes | 74' |     |
| TVT                     | 16 | Cristian Riveros        |     | 62' |
| SS                      | 9  | Roque Santa Cruz        |     | 63' |
| TĐ                      | 18 | Nelson Valdez           |     |     |
| Vào thay người:         |    |                         |     |     |
| TV                      | 19 | Julio dos Santos        |     | 62' |
| TĐ                      | 20 | Dante López             |     | 63' |
| TV                      | 8  | Edgar Barreto           | 85' | 81' |
| Huấn luyện viên trưởng: |    |                         |     |     |
| Aníbal Ruiz             |    |                         |     |     |

| Cầu thủ xuất sắc nhất trận: Fredrik Ljungberg (Thụy Điển) Trợ lý trọng tài: Roman Slysko (Slovakia) Martin Balko (Slovakia) Trọng tài thứ tư: Jerome Damon (Nam Phi) Trọng tài thứ năm: Enock Molefe (Nam Phi) |

## Thụy Điển v Anh
| Thụy Điển                 | 2–2      | Anh                       |
| ------------------------- | -------- | ------------------------- |
| Allbäck 51' · Larsson 90' | Chi tiết | J. Cole 34' · Gerrard 85' |

| Thụy Điển | Anh |

| THỤY ĐIỂN:              |    |                       |     |       |
|                         |    |                       |     |       |
| TM                      | 1  | Andreas Isaksson      |     |       |
| HVP                     | 7  | Niclas Alexandersson  | 83' |       |
| TrV                     | 3  | Olof Mellberg (c)     |     |       |
| TrV                     | 4  | Teddy Lucic           |     |       |
| HVT                     | 5  | Erik Edman            |     |       |
| TVL                     | 6  | Tobias Linderoth      |     | 90+1' |
| TVP                     | 18 | Mattias Jonson        |     | 54'   |
| TVT                     | 9  | Fredrik Ljungberg     | 87' |       |
| TVC                     | 16 | Kim Källström         |     |       |
| TĐ                      | 11 | Henrik Larsson        |     |       |
| TĐ                      | 20 | Marcus Allbäck        |     | 75'   |
| Vào thay người:         |    |                       |     |       |
| TV                      | 21 | Christian Wilhelmsson |     | 54'   |
| TĐ                      | 17 | Johan Elmander        |     | 75'   |
| TV                      | 19 | Daniel Andersson      |     | 90+1' |
| Huấn luyện viên trưởng: |    |                       |     |       |
| Lars Lagerbäck          |    |                       |     |       |

| ANH:                    |    |                   |     |     |
|                         |    |                   |     |     |
| TM                      | 1  | Paul Robinson     |     |     |
| HVP                     | 15 | Jamie Carragher   |     |     |
| TrV                     | 5  | Rio Ferdinand     |     | 56' |
| TrV                     | 6  | John Terry        |     |     |
| HVT                     | 3  | Ashley Cole       |     |     |
| TVL                     | 16 | Owen Hargreaves   | 76' |     |
| TVP                     | 7  | David Beckham (c) |     |     |
| TVT                     | 11 | Joe Cole          |     |     |
| TVC                     | 8  | Frank Lampard     |     |     |
| TĐ                      | 9  | Wayne Rooney      |     | 69' |
| TĐ                      | 10 | Michael Owen      |     | 4'  |
| Vào thay người:         |    |                   |     |     |
| TĐ                      | 21 | Peter Crouch      |     | 4'  |
| HV                      | 12 | Sol Campbell      |     | 56' |
| TV                      | 4  | Steven Gerrard    |     | 69' |
| Huấn luyện viên trưởng: |    |                   |     |     |
| Sven-Göran Eriksson     |    |                   |     |     |

| Cầu thủ xuất sắc nhất trận: Joe Cole (Anh) Trợ lý trọng tài: Francesco Buragina (Thụy Sĩ) Matthias Arnet (Thụy Sĩ) Trọng tài thứ tư: Khalil Al Ghamdi (Ả Rập Xê Út) Trọng tài thứ năm: Fathi Arabati (Jordan) |

## Paraguay v Trinidad và Tobago
| Paraguay                       | 2–0      | Trinidad và Tobago |
| ------------------------------ | -------- | ------------------ |
| Sancho 25' (l.n.) · Cuevas 86' | Chi tiết |                    |

| Paraguay | Trinidad và Tobago |

| PARAGUAY:               |    |                         |     |     |
|                         |    |                         |     |     |
| TM                      | 22 | Aldo Bobadilla          |     |     |
| HVP                     | 21 | Denis Caniza            |     | 89' |
| TrV                     | 5  | Julio César Cáceres     |     | 77' |
| TrV                     | 4  | Carlos Gamarra (c)      |     |     |
| HVT                     | 2  | Jorge Núñez             |     |     |
| TVL                     | 10 | Roberto Miguel Acuña    |     |     |
| TVP                     | 19 | Julio dos Santos        | 54' |     |
| TVT                     | 8  | Edgar Barreto           |     |     |
| TVC                     | 13 | Carlos Humberto Paredes | 30' |     |
| TĐ                      | 9  | Roque Santa Cruz        |     |     |
| TĐ                      | 18 | Nelson Valdez           |     | 66' |
| Vào thay người:         |    |                         |     |     |
| TĐ                      | 23 | Nelson Cuevas           |     | 66' |
| HV                      | 15 | Julio Manzur            |     | 77' |
| HV                      | 14 | Paulo da Silva          |     | 89' |
| Huấn luyện viên trưởng: |    |                         |     |     |
| Aníbal Ruiz             |    |                         |     |     |

| TRINIDAD & TOBAGO:      |    |                  |     |     |
|                         |    |                  |     |     |
| TM                      | 21 | Kelvin Jack      |     |     |
| HVP                     | 11 | Carlos Edwards   |     |     |
| TrV                     | 5  | Brent Sancho     | 45' |     |
| TrV                     | 6  | Dennis Lawrence  |     |     |
| HVT                     | 3  | Avery John       |     | 31' |
| TVP                     | 7  | Chris Birchall   |     |     |
| TVG                     | 19 | Dwight Yorke (c) |     |     |
| TVG                     | 9  | Aurtis Whitley   | 48' | 67' |
| TVT                     | 18 | Densill Theobald |     |     |
| TĐ                      | 14 | Stern John       |     |     |
| TĐ                      | 13 | Cornell Glen     |     | 41' |
| Vào thay người:         |    |                  |     |     |
| HV                      | 15 | Kenwyne Jones    |     | 31' |
| TV                      | 16 | Evans Wise       |     | 41' |
| TV                      | 10 | Russell Latapy   |     | 67' |
| Huấn luyện viên trưởng: |    |                  |     |     |
| Leo Beenhakker          |    |                  |     |     |

| Cầu thủ xuất sắc nhất trận: Julio dos Santos (Paraguay) Trợ lý trọng tài: Cristiano Copelli (Ý) Alessandro Stagnelli (Ý) Trọng tài thứ tư: Frank De Bleeckere (Bỉ) Trọng tài thứ năm: Peter Hermans (Bỉ) |